# Volk und Kultur
Volk und Kultur war eine deutschsprachige Monatszeitschrift, die zwischen 1949 und 1993 in Bukarest, anfangs unter dem Namen „Kultureller Wegweiser“, erschien.

## Geschichte
Die ersten beiden Ausgaben des „Kulturellen Wegweiser“ erschienen 1949. Diese anfangs im Zweimonatstakt erscheinende Zeitschrift war zunächst die Übersetzung der rumänischen Zeitschrift „Îndrumătorul cultural“ (die ungarische Version hieß „Müvelödes“). Diese Publikationen wurden vom Bukarester Kulturhaus „Nicolae Bălcescu“ herausgebracht und waren als Wegweiser für die Kulturhäuser in ganz Rumänien gedacht.
Ab 1950 begann jede der drei Zeitschriften ihren auf die jeweilige ethnische Minderheit zugeschnittenen Inhalt zu veröffentlichen.
1955 erhielt die Zeitschrift den Untertitel „Zeitschrift des Zentralhauses für künstlerisches Volksschaffen des Kulturministeriums“ (rumänisch: Publicație a Casei centrale pentru creație populară a Ministerului Culturii). 1956 wurde der „Kulturelle[r] Wegweiser“ in „Volk und Kultur“ umbenannt und erschien nun monatlich. Das Profil der Zeitschrift wurde erhalten, nämlich „den Laienkunst- und Laienspielgruppen der städtischen und dörflichen Kulturhäuser Berater und Helfer zu sein und für sie geeignetes Vortragsmaterial zu veröffentlichen.“
Nach einer eher folkloristischen Phase wurde die 64 Seiten starke „Volk und Kultur“ 1968 durch ihren neuen Chefredakteur, den Schriftsteller Franz Storch zu einer informativen und vielseitigen kulturellen Publikation umgestaltet, mit den Hauptrubriken Kunst, Literatur (Von unseren Verlagen – für Sie; Das Buch; Junge Autoren), Tradition, Brauchtum, Repertoire und zahlreiche Kulturberichte.
1986 endete die selbständige Existenz der „Volk und Kultur“, (auch jene der ungarischen Ausgabe „Müvelödes“). Beide erschienen nun als Beilage der rumänischen Monatsschrift „Cântarea României“. Nach der Wende (1989/90) gelang es der damaligen Chefredakteurin Anna Bretz, trotz aller Bemühungen, die „Volk und Kultur“ bis 1993 (als sie dann endgültig einging) noch sporadisch erscheinen zu lassen.
Die „Volk und Kultur“ (wie auch ihr rumänisches und ungarisches Pendant) unterstand zunächst dem Ministerium für Kultur, dann dem Ministerium für Erziehung und Kultur, danach dem Rat für sozialistische Kultur und Erziehung. Wie alle Medien im sozialistischen Rumänien hatte sich auch die „Volk und Kultur“ nach der offiziellen Linie medialer Publikationen zu orientieren. Trotzdem war jede Ausgabe dieser Publikation – abgesehen von den ersten 3–5 politischen Pflichtseiten – eine wertvolle kulturelle Informationsquelle für die deutsche Minderheit in Rumänien.
Die Chefredakteure waren: Heinrich Simonis (1949–1969), Franz Storch (1969–1982), Anna Bretz (1982–1990). Redakteure waren: Gerhardt Eike Hügel, Nora Iuga, Corina Jiva, Ruth Lissai, Dieter Mehl, Charlotte Millitz, Brigitte Stephani u. a.